# Bahnhof Kaldenkirchen
Der Bahnhof Kaldenkirchen ist ein Bahnhof in Nettetal im Kreis Viersen zwischen dem niederländischen Venlo und Mönchengladbach. Er liegt an der Bahnstrecke Viersen–Venlo im Nettetaler Stadtteil Kaldenkirchen und wird vom Maas-Wupper-Express bedient.

## Geschichte
Das Streckenteilstück Mönchengladbach–Kaldenkirchen ging am 29. Januar 1866 in Betrieb. Ein bei der Bahn relativ seltenes Gleisdreieck zum Wenden von Schlepptenderlokomotiven befand sich früher beim DB-Grenzbahnhof Kaldenkirchen (51° 19′ 53,5″ N, 6° 12′ 6,1″ O).
Im Bahnhof Kaldenkirchen zweigte nach Westen von 1901 bis 1996 die Kleinbahn Kaldenkirchen–Brüggen ab. Sie diente überwiegend dem landwirtschaftlichen Güter- und Tonwarentransport. Personenverkehr gab es auf dieser Strecke nur von 1904 bis 1920. In der Zeit nach 1945 war sie Zufahrt zum Munitionsdepot Brüggen-Bracht der Britischen Rheinarmee. Außerdem verlief auch die von der Rheinischen Eisenbahn-Gesellschaft 1867 eröffnete Bahnstrecke Kempen–Venlo durch den Bahnhof, zwischen Kaldenkirchen und Venlo verlief diese Strecke parallel zur Strecke der Bergisch-Märkischen Eisenbahn-Gesellschaft von Viersen. Diese Strecke wurde südlich von Kaldenkirchen 1999 stillgelegt.
Vor einem weitgehenden Rückbau der Gleisanlagen Anfang der 1990er Jahre war Kaldenkirchen der drittgrößte Grenzgüterbahnhof in Deutschland. Nach dem Rückbau bestand der einzige noch verbliebene Güterumschlag bis Mitte der 2010er Jahre aus dem Entladen von Stahlrollen an drei bis vier Tagen im Monat. Die niederländische Firma Cabooter Railcargo errichtete in den Jahren 2016 bis 2018 in Kaldenkirchen einen Logistikstützpunkt und investierte dabei etwa zehn Millionen Euro.

## Lage und Aufbau
Der Bahnhof Kaldenkirchen ist ein Inselbahnhof. Der Knotenpunkt Kaldenkirchen wies neben dem Empfangsgebäude auch einen zweiständigen Lokschuppen auf. Beide Gebäude existieren noch. Das Empfangsgebäude wird heute von der Diskothek BaCa (für Bahnhofscafé) genutzt.

## Bedienung
Der Bahnhof wird vom Maas-Wupper-Express bedient. Dieser verbindet Kaldenkirchen einmal pro Stunde mit Venlo oder der Kreisstadt Viersen. Weiterer Laufweg ist Mönchengladbach, Düsseldorf, Wuppertal, Hagen nach Hamm (Westf). Ebenfalls verkehrt der RE 8 mit einzelnen Kursen zur Hauptverkehrszeit in bzw. aus Richtung Köln. Zum Fahrplanwechsel 2019/20 fahren auf dieser von DB Regio betriebenen Verbindung ausschließlich Elektrotriebwagen der Baureihe 1440. Wenige Jahre zuvor bestand das Angebot meistens aus n-Wagen und einer Lokomotive der Baureihe 111, was die letzte reguläre Leistung der Deutschen Bahn mit n-Wagen in Nordrhein-Westfalen war.
Seit Dezember 2009 betreibt Eurobahn den Maas-Wupper-Express.
| Linie | Verlauf | Takt   |
| ----- | --- | ------ |
| RE 13 | Maas-Wupper-Express: Venlo – Kaldenkirchen – Breyell – Boisheim – Dülken – Viersen – Mönchengladbach Hbf – Neuss Hbf – Düsseldorf-Bilk – Düsseldorf Hbf – Wuppertal-Vohwinkel – Wuppertal Hbf – Wuppertal-Barmen – Wuppertal-Oberbarmen – Schwelm – Ennepetal (Gevelsberg) – Hagen Hbf – Schwerte (Ruhr) – Holzwickede – Unna – Bönen – Hamm (Westf) Hbf Stand: Fahrplanwechsel Dezember 2023 | 60 min |

Im Güterverkehr wurden 2016 etwa 20 Züge pro Woche be- und entladen; bei einem weiteren Ausbau des Railterminals der Firma Cabooter wird mit einer Steigerung dieser Zahl gerechnet.